# Csetkovics István
Csetkovics István (1814 körül – Sopronhorpács, 1890. április 26.) katolikus plébános, esperes, alesperes.

## Élete
Győr egyházmegyei, előbb hidegségi, majd 1862-től sopronhorpácsi plébános, csepreg-kerületi alesperes és koronás arany érdemkeresztes. 53 éven át volt pap. A hidegségiek a tradicionális zöldségtermesztés elindítójaként tartják számon.

## Munkái
Az ártatlanok és megtért bűnösök öröme az utolsó ítélet napján. (Hitszónoklat a Boromaeus 1891. XII. füzetében.)